# Американская ассоциация гражданской обороны
Американская ассоциация гражданской обороны (англ. The American Civil Defense Association, TACDA) — некоммерческая неправительственная волонтёрская организация, основанная в 1962 году. Сфокусирована на вопросах гражданской обороны. Основной задачей является обучение её членов действиям в чрезвычайных ситуациях, как антропогенных, так и стихийных. В организации действует бесплатная академия и осуществляется выпуск издания "Журнал гражданской обороны". TACDA также продает предметы первой необходимости, такие как дозиметры, оборудование для очистки воды, аварийные рационы, и т. д..